# Cousinia batalinii
Cousinia batalinii là một loài thực vật có hoa trong họ Cúc. Loài này được C.Winkl. mô tả khoa học đầu tiên năm 1892.